# Frédéric Servajean
Frédéric Servajean, né le 19 février 1957 à Santiago (Chili), est un égyptologue français, professeur à l’Université Paul Valéry Montpellier 3. Il est également directeur du Laboratoire d’excellence (Labex) ARCHIMEDE (Archéologie et Histoire de la Méditerranée et de l’Égypte, de la Préhistoire au Moyen Âge).

## Biographie
Frédéric Servajean est né le 19 février 1957 à Santiago du Chili. Il obtient un CAPES d’histoire-géographie en 1991, une agrégation d’histoire-géographie en 1994 et un doctorat d’égyptologie en 2001.
De 2001-2004, il est adjoint aux publications de l’Institut français d'archéologie orientale du Caire (IFAO). En 2004, il est élu maître de conférences en égyptologie à l’université Paul Valéry de Montpellier puis professeur des universités en 2012. 

## Travaux
En 2008, il fonde, avec Sébastien Biston-Moulin, la revue 
ENiM (Égypte nilotique et méditerranéenne), première revue d’égyptologie en ligne, et la collection (en ligne et papier) CENiM (Cahiers de l’ENiM). Jusqu’en 2011, il dirige le chantier archéologique d’Atfieh (80 km au sud du Caire). Et, depuis 2012, il est responsable du programme VÉgA (Vocabulaire de l’Égyptien ancien) du Labex ARCHIMEDE, premier lexique numérique de l’égyptien hiéroglyphique (consultable en français, anglais, allemand ou arabe). Le but de ce programme est de regrouper, pour chaque vocable attesté de la langue des Anciens Égyptiens, l’ensemble des informations disponibles, publiées depuis plus d’un siècle, et d’en faire la synthèse. À terme, ce travail constituera le socle lexicographique sur lequel il sera possible de construire un véritable dictionnaire numérique.
Ses recherches portent principalement sur la religion et l’histoire de l’Égypte antique, notamment au Nouvel Empire. Depuis une dizaine d’années, il se consacre plus particulièrement au monde mal connu de la navigation pharaonique et à son lexique, ainsi qu’à la géographie des espaces les plus lointains atteints et parcourus par ces navigateurs.
Il a été co-commissaire de trois expositions, dont une au musée égyptien du Caire en 2017 (À l’œuvre on connaît l’artisan… de Pharaon ! Un siècle de recherches françaises à Deir el-Medineh (1917-2017)).

## Publications
Frédéric Servajean a publié huit ouvrages, une cinquantaine d’articles et co-dirigé sept ouvrages collectifs.